# Acido tioglicolico
L'acido tioglicolico (o acido mercaptoacetico) è un acido carbossilico ed un tiolo. La sua struttura è assimilabile a quella di una molecola di acido acetico in cui un atomo di idrogeno è stato sostituito da un gruppo -SH.
A temperatura ambiente si presenta come un liquido incolore dall'odore sgradevole. È un composto tossico, corrosivo.